# Віталій Кличко — Дерек Чісора
Віталій Кличко — Дерек Чісора, також відомий як «Розбірка в Мюнхені» — професійний боксерський 12-раундовий поєдинок у важкій вазі між українським чемпіоном світу за версією WBC у важкій вазі Віталієм Кличком та претендентом на титул під номером 15 у рейтингу WBC британцем Дереком Чісорою. Бій відбувся 18 лютого 2012 року в Олімпійській залі в Мюнхені, Німеччина, в якому Кличко переміг одноголосним рішенням суддів.

## Передісторія
У 2008 році Віталій Кличко після чотирирічної перерви повернувся на ринг і повернув собі титул чемпіона за версією WBC, вигравши в Семюеля Пітера. Після того він сім разів поспіль захистив цей титул і прагнув зробити це увосьме.
Наприкінці 2010 року був запланований бій між Володимиром Кличком і Дереком Чісорою. Поєдинок мав відбутися 11 грудня в німецькому Мангаймі, однак за декілька днів до цієї дати Кличко-молодший потягнув м'яз спини, через що бій довелося скасувати. Це був перший випадок у професійній кар'єрі Володимира, коли йому довелося скасувати бій через травму. Наступного року бій теж не відбувся, тому що 2 липня Володимир зустрівся в ринзі з Девідом Хеєм, де переміг одностайним рішенням суддів, забравши останній чемпіонський титул, що не належав йому з братом, а Чісора 23 липня того ж року був змушений зустрітися з молодим і непереможеним до того Тайсоном Ф'юрі, що здобув 14 перемог у професійних боях. До цієї дати Дерек теж провів 14 поєдинків на професійному рівні і у всіх переміг, однак Ф'юрі перервав переможну серію Чісори, відібравши в останнього в цьому бою титули чемпіона Великої Британії та чемпіона Співдружності.
Після того Дерек виграв у литовця Ремігіюса Зяусіса, однак вже в наступному поєдинку 3 грудня 2011 року знову програв роздільним рішенням Роберту Геленіусу з Фінляндії, що мав до цього 16 перемог у 16 професійних боях. Два судді двічі оцінили бій з рахунком 115—113 на користь Геленіуса, а третій — 115—113 на користь Чісори. Це рішення було досить суперечливим, оскільки експерти вважали, що британець переміг.
Коли було признчено бій між Чісорою і Кличком-старшим, британець заявив, що брати Клички убили його улюблений вид спорту, оскільки їхні бої нецікаво дивитися і пообіцяв нокаутувати Віталія у восьмому раунді, коли 40-річний українець втомитьсяЧісора обіцяє нокаутувати Кличка старшого у восьмому раунді. Урядовий кур'єр. 13 лютого 2012. Процитовано 27 травня 2025..
Перед самим боєм Чісора поводився дуже агресивно. 17 лютого, під час офіційної церемонії зважування Чісора дав ляпаса Віталію Кличку. Свій вчинок Дерек пояснив тим, що він ненавидить Кличка, оскільки той «знищив його улюблений спорт». Окрім того, перед самим початком бою британець плюнув водою в обличчя брата Віталія, Володимира Кличка.

## Андеркарт[6]
Коментар Андеркарт — попередні боксерські бої перед основним поєдинком вечора.

## Перебіг бою

### Перший раунд
Від самого початку поєдинку бій проходив дуже жорстко. Чісора зайняв центр рингу і почав активно пресингувати. Віталій стримував британця ударами лівою, іноді підключаючи праву руку. Боксери обмінялися небезпечними ударами. Чісора кілька разів сильно пробив по корпусу, а Кличко відповідав важкими ударами правицею, непогано влучивши декілька разів Чісорі в голову.

### Другий раунд
Після початку другого раунду Чісора продовжив наступати, в основному працюючи по корпусу. Віталію довелося захищатися, навіть раз увійшовши у клінч. Під кінець раунду Кличко активізувався. По закінченні цього раунду Чісора знову спробував чинити психологічний тиск на Кличка, намагаючись наскочити на нього після гонгу.

### Третій раунд
У третьому раунді Чісора продовжує активно тиснути на Віталія, який контратакує та постійно пробиває захист британця. Дерек намагається дістати українця розмашистими боковими ударами, але той до них поки готовий. Протягом раунду англієць двічі налетів на Кличка своїм торсом, притиснувши того до канатів, але Віталій з продовжував нарощувати перевагу за очками.

### Четвертий раунд
Перша третина четвертого раунду пройшла не дуже активно. Наприкінці раунду Кличку вдалося завдати Чісорі два потужних удари, здалося, що англієць на мить «поплив», але Віталій не ризикнув кидатись його добивати. До того ж в цьому раунді українець травмував ліве плече, після чого йому довелося боксувати переважно правою рукою.

### П'ятий раунд
Британець знову активно пресингує, змушуючи Кличка постійно рухатися по більшому радіусу. Віталій у відповідь намагається однією рукою збити руки Чісори із захисту, після чого іншою завдає удару в голову, але, схоже, на цей раунд Кличко проводить не дуже активно, вирішивши взяти паузу.

### Шостий раунд
Чісорі пару разів всеж таки вдається непогано влучити своїми боковими розмашистими ударами. Віталій у відповідь влучає зустрічним ударом, але британець його витримує.

### Сьомий раунд
Сьомий раунд виявився доволі пробдематичним для Віталія. Чісора почав його дуже активно, притискаючи українця до канатів. Під кінець раунду проблеми виникають вже у британця, коли Кличко влучає кількома потужними та точними ударами.

### Восьмий раунд
Цей раунд пройшов не так активно, боксери регулярно входять у клінч. Чісора непогано пробиває бічні, на що Віталій знову відповідає влучними прямими і аперкотами, після чого у британця з'явився розтин над бровою.

### Дев'ятий раунд
Чісора продовжує аткувати, але Віталій змінює тактику. Він перестає відходити назад або убік під час атак Чісори, замість цього навалюючись на британця, чим збиває атакувальний запал останнього.

### Десятий раунд
Чісора дуже активний, але йому бракує точності. Натомність він пропускає важкий зустрічний удар від Віталія, але на нього не зважає і продовжує насідати.

### Одинадцятий раунд
Чісора або втомився, або вирішив зекономити сили на останній раунд. Він не такий активний, як у попередніх раундах. Віталій продовжує наносити відчутні джеби в голову суперника і клінчувати, коли той контратакує.

### Дванадцятий раунд
Чісорі знову кілька разів вдається дістати Віталія своїми розмашистими бічними ударами, які не нанесли тому відчутної шкоди. До того ж Кличку вдається непогано відповідати.
Практично весь бій проходив за одним сценарієм: Чісора атакує — Кличко захищається і контратакує. Хоча українець майже весь поєдинок діяв другим номером, він завдав більше точних ударів супернику, який був зосереджений більше на атаці і звертав мало уваги на захист.

### Результати бою
Кличко виграв одноголосним рішенням суддів, які віддали йому 10 з 12 раундів (118—110, 118—110 та 119—111). За кількістю точних ударів український боксер переграв британця з рахунком 211 на 163. При цьому Кличко був точний в 35 % спроб, а Чісора у 45 %. Для Чісори це стала третя поразка в кар'єрі. Однак британець став лише четвертим боксером після Тімо Гоффманна, Кевіна Джонсона і Шеннона Бріґґза, який вистояв проти Віталія всі 12 раундів. Припускають, що нокаутувати Чісору українцю завадила травма лівого плеча, отримана в четвертому раунді. Післяматчеве обстеження показало, що чемпіон надірвав зв'язки.
Віталій Кличко похвалив Чісору за боксерські якості, але заявив, що не поважає його як людину.
Пряма трансляція поєдинку між Віталієм Кличком і Дереком Чісорою зібрала рекордні показники телеперегляду боксерських поєдинків в Україні за останні дев'ять років — від часу зустрічі Віталія з Ленноксом Льюїсом у червні 2003.

## Після бою
По завершенні поєдинку Чісора не вгамував свою агресію. Він почав провокувати Девіда Хея, нагадуючи тому поразку від Володимира Кличка. Боксери почали сперечатися, доки Дерек не вихопив пляшку з рук Девіда, після чого розпочалася бійка, в якій найбільшої шкоди зазнав один з тренерів Хея, Адам Буз — він пішов з місця бійки зі скривавленою головою. Під час бійки в різні боки літали камери та інше обладнання. Службі безпеки насилу вдалося вгамувати боксерів, а на місце події прибула поліція. За свою недостойну поведінку перед боєм та після Дерек Чісора був змушений заплатити штраф у 100 тисяч доларів на користь Німецької федерації професійного боксу — 50 000 за ляпас Віталію Кличку, 25 000 за плювок у Володимира Кличка і 25 000 за бійку з Девідом Хеєм.
Наступний бій Дерек Чісора провів 14 липня того ж року проти Девіда Хея. Останній переміг технічним нокаутом у п'ятому раунді, двічі відправивши на канвас рингу свого суперника. Для Чісори це був перший нокаут у кар'єрі. Після бою боксери потисли один одному руки, залагодивши конфлікт, який трапився між ними після лютневого бою Кличко — Чісора.
Для Віталія Кличка це був переостанній бій у кар'єрі. 9 вересня того ж року 41-річний український боксер нокаутував у Москві непереможного до того у 21 поєдинку на професіональному ринзі німецького бійця сирійського походження Мануеля Чарра, після чого остаточно «повісив рукавички на цвях».
30 липня 2013 року ЗМІ повідомили про те, що в нічному клубі на Ібісі між Володимиром Кличком і Дереком Чісорою зав'язалася бійка, і їх змушені були розбороняти охоронці нічного клубу. За інформацією The Mirror, Володимир під час відпустки перед боєм з Олександром Повєткіним випадково зіткнувся з англійцем в одному з нічних клубів Ібіци і між ними спалахнула бійка через довгий язик Чісори, яку швидко погасили сек'юриті. Сам Володимир факт бійки заперечив. За словами менеджера Кличка-молодшого Бернда Бенте Володимир зі своїми українськими друзями просто прийшов до нічного клубу на запрошення діджея Девіда Гетти, а там абсолютно випадково був Чісора зі своїми охоронцями. Дерек спитав, чи не хоче Володимир вийти з ним на вулицю, щоб побитися, на що той побажав британцеві хорошого вечора.
У 2020 році проти Дерека Чісори боксував інший український боксер — Олександр Усик. Для Олександра це був другий поєдинок в суперважкій вазі. У ньому він здолав британця одноголосним рішенням суддів. До цього бою співвітчизникові безкоштовно допомагав готуватися Володимир Кличко.